# Ferenc Kossuth

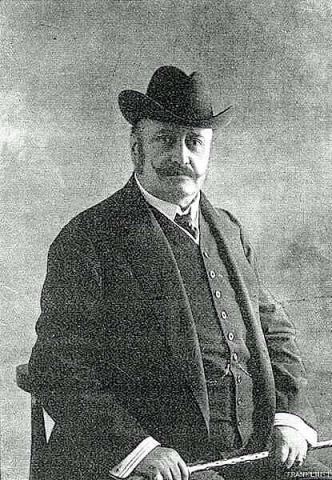
Kossuth rond 1900

Ferenc Kossuth de Udvard et Kossuth (Pest, 16 november 1841 - Boedapest, 25 mei 1914) was een Hongaars politicus. 
Hij was een zoon van de beroemde Hongaarse vrijheidsstrijder Lajos Kossuth. Ferenc volgde zijn vader in 1849 in ballingschap. Hij studeerde in Parijs en in Londen. In 1894 keerde hij naar Hongarije terug en werd in 1895 in het Huis van Afgevaardigden gekozen. In 1898 werd hij voorzitter van de Onafhankelijkheidspartij. Deze partij streefde een onafhankelijk Hongarije na, los van Oostenrijk. Tussen 1903 en 1906 dreigde er een gevaarlijke crisis, de zogenaamde Hongaarse crisis, in Oostenrijk-Hongarije: de Onafhankelijkheidspartij wilde het Hongaars als voertaal invoeren in de Hongaarse (militaire) regimenten. Wanneer de keizer niet tegemoet zou komen aan de eisen dan dreigde Hongarije zich onder leiding van de Onafhankelijkheidspartij uit de Donaumonarchie te treden. Toen keizer Frans Jozef I dreigde met de invoering van algemeen kiesrecht in Hongarije, lieten de Hongaarse nationalisten hun eisen varen. 
Ferenc Kossuth was van 1906 tot 1910 minister van Handel in de regering-Wekerle II.